# Trophée George-Parsons
Le trophée George-Parsons est remis au joueur de la coupe Memorial de la Ligue canadienne de hockey avec le meilleur état d'esprit.
Le trophée honore George Parsons (en) ancien joueur de l'Association de hockey de l'Ontario (aujourd'hui Ligue de hockey de l'Ontario) dont la carrière a pris fin en 1939 après une blessure à l'œil.

## Vainqueur
| Saison | Récipiendaire        | Équipe                              | Ligue       |
| ------ | -------------------- | ----------------------------------- | ----------- |
| 1974   | Guy Chouinard        | Remparts de Québec                  | LHJMQ       |
| 1975   | John Smrke           | Marlboros de Toronto                | LHO         |
| 1976   | Richard Shinske      | Bruins de New Westminster           | LHOu        |
| 1977   | Bobby Smith          | 67 d'Ottawa                         | LHO         |
| 1978   | Mark Kirton          | Petes de Peterborough               | LHO         |
| 1979   | Chris Halyk          | Petes de Peterborough               | LHO         |
| 1980   | Dale Hawerchuk       | Royals de Cornwall                  | LHO         |
| 1981   | Mark Morrison        | Cougars de Victoria                 | LHOu        |
| 1982   | Brian Bellows        | Rangers de Kitchener                | LHO         |
| 1983   | David Gans           | Generals d'Oshawa                   | LHO         |
| 1984   | Brian Wilks          | Rangers de Kitchener                | LHO         |
| 1985   | Tony Grenier         | Raiders de Prince Albert            | LHOu        |
| 1986   | Kerry Huffman        | Platers de Guelph                   | LHO         |
| 1987   | Scott McCrory        | Generals d'OShawa                   | LHO         |
| 1988   | Martin Gélinas       | Olympiques de Hull                  | LHJMQ       |
| 1989   | Jamey Hicks          | Petes de Peterborough               | LHO         |
| 1990   | Jason Firth          | Rangers de Kitchener                | LHO         |
| 1991   | Ray Whitney          | Chiefs de Spokane                   | LHOu        |
| 1992   | Colin Miller         | Greyhounds de Sault Ste. Marie      | LHO         |
| 1993   | Jason Dawe           | Petes de Peterborough               | LHO         |
| 1994   | Yanick Dubé          | Titan de Laval                      | LHJMQ       |
| 1995   | Jarome Iginla        | Blazers de Kamloops                 | LHOu        |
| 1996   | Mike Williams        | Petes de Peterborough               | LHO         |
| 1997   | Radoslav Suchý       | Saguenéens de Chicoutimi            | LHJMQ       |
| 1998   | Manny Malhotra       | Storm de Guelph                     | LHO         |
| 1999   | Brian Campbell       | 67 d'Ottawa                         | LHO         |
| 2000   | Brandon Reid         | Mooseheads d'Halifax                | LHJMQ       |
| 2001   | Brandon Reid         | Foreurs de Val-d'Or                 | LHJMQ       |
| 2002   | Tomáš Plíhal         | Ice de Kootenay                     | LHOu        |
| 2003   | Gregory Campbell     | Rangers de Kitchener                | LHO         |
| 2004   | Josh Gorges          | Rockets de Kelowna                  | LHOu        |
| 2005   | Marc-Antoine Pouliot | Océanic de Rimouski                 | LHJMQ       |
| 2006   | Jérôme Samson        | Wildcats de Moncton                 | LHJMQ       |
| 2007   | Brennan Bosch        | Tigers de Medicine Hat              | LHOu        |
| 2008   | Matt Halischuk       | Rangers de Kitchener                | LHO         |
| 2009   | Yannick Riendeau     | Voltigeurs de Drummondville         | LHJMQ       |
| 2010   | Toni Rajala          | Wheat Kings de Brandon              | LHOu        |
| 2011   | Marc Cantin          | St. Michael's Majors de Mississauga | LHO         |
| 2012   | Zack Phillips        | Sea Dogs de Saint-Jean              | LHJMQ       |
| 2013   | Bo Horvat            | Knights de London                   | LHO         |
| 2014   | Curtis Lazar         | Oil Kings d'Edmonton                | LHOu        |
| 2015   | Alexis Loiseau       | Remparts de Québec                  | LHJMQ       |
| 2016   | Francis Perron       | Huskies de Rouyn-Noranda            | LHJMQ       |
| 2017   | Anthony Cirelli      | Otters d'Érié                       | LHO         |
| 2018   | Adam Holwell         | Titan d'Acadie-Bathurst             | LHJMQ       |
| 2019   | Nick Suzuki          | Storm de Guelph                     | LHO         |
| 2020   | Non décerné          | Non décerné                         | Non décerné |
| 2021   | Non décerné          | Non décerné                         | Non décerné |
| 2022   | Logan Morrison       | Bulldogs de Hamilton                | LHO         |
| 2023   | Logan Stankoven      | Blazers de Kamloops                 | LHOu        |
| 2024   | Denton Mateychuk     | Warriors de Moose Jaw               | LHOu        |